# 野中美希
野中美希（1999年10月7日—），隸屬演藝經紀公司UP-FRONT AGENCY旗下，日本女子偶像團體「早安少女組。」第十二期成員及第十一代隊長，是成團以來首位靜岡縣出身的成員。身高157cm，血型A型，應援色為紫。

## 個人簡歷
早年因父親工作的關係，從2歲開始在美國住了八年，七歲時從伊利諾伊州搬至阿拉巴馬州，小學4年級時歸國。
2014年
- 3月～8月，參加「モーニング娘。’14 ＜黄金(ゴールデン)＞オーディション」合格。
- 參加徵選的契機是因為生病而感到鬱悶沮喪時，偶然看見早安少女組。'14 第55張單曲「你的笑容是太陽」這首歌的MV恢復了活力。之後便有了"想成為早安少女組"的想法，又正好得知了新成員徵選的消息，因此產生了"只有現在"的想法而參加了徵選。
- 9月30日，在【モーニング娘。'14コンサートツアー秋 GIVE ME MORE LOVE ～道重さゆみ卒業記念スペシャル～】中以12期新成員的身份初登場。
- 12月12日，正式開設12期成員的公式部落格[5]
- 12月31日，於【Hello! Project COUNTDOWN PARTY 2014 ～GOOD BYE & HELLO!～ 第1部】正式以早安少女組的身分登台演出。

2015年
- 1月4日，獲得初冠名的Radio節目「12期日記」。
- 4月15日，發行早安少女組。'15 第58張單曲青春少年在哭泣 / 雨後的夕陽 / 現在從這裡3A面單曲。
- 6月18日，演劇女子部 ミュージカル「TRIANGLE-トライアングル-」舞台初出演。

2016年
- 2月10日，因舞蹈彩排時跌倒而造成左腳骨折。必須安靜休養4周。

2018年
- 擔任Rakuten NBA 官方應援大使。應援球隊為洛杉磯湖人。
- 12月13日，官網宣布其將於12月下旬到海外遊學。

2019年
- 2月8日，於部落格表示自己已返國。

2020年
- 10月7日，在部落格裡宣布自己申請進入早稻田大學的2年制通信教育課程就讀。

2021年
- 1月15日，推出第一本寫真集『To be myself』。
- 8月16日，在「Hello!Project presents…『ソロフェス!2』」中獲得了MVP。是繼ANGERME的川村文乃後的第二位MVP。

2025年
- 7月8日，從生田衣梨奈接任早安少女組。隊長一職，並由小田櫻和牧野真莉愛擔任副隊長。

## 人物
- 暱稱為"野中ちゃん"或"チエル"(因為喜歡明治生產的chelsea糖而被小田櫻如此叫道)。
- 有個年齡相差稍大的妹妹；父親是生田迷。
- 與譜久村聖、佐藤優樹以及山崎愛生同樣都是左撇子。
- 剛從美國回國時，不明白「せこい」與「うざい」等省略詞語，所以與人對談相當辛苦。
- 擁有英文檢定2級的資格(1級時因為考題出現了醫學用語因而放棄)；多益英語測驗分數為795分。
- 帶有些微磁性的聲音相當有特色。
- 小時候曾被說長大後的個性會很不錯；第九代隊長譜久村聖也曾稱讚她是個細心專注又刻苦耐勞的人，並表示相當喜歡她的聲音。
- 加入後的第二張單曲「今すぐ飛び込む勇気(毫不猶豫去跳下的勇氣)」就與10期成員佐藤優樹一同擔任Center，也是12期成員當中第一個擔任Center的成員。
- 曾被前輩說過要積極發言；也曾被成員說過「反応が遅い(反應很慢)」。
- 部落格的開頭為「HELLO」。
- 曾與同期的尾形春水被粉絲暱稱為"はーちぇる"。
- 喜歡收集可愛的東西，特技是英語會話(發音非常標準)與超現實人物繪畫等等。
- 練了七年的競技體操，能夠做出後空翻的動作。此外也喜歡肌肉訓練[6]，並在2024年飲食檢定獲得1級、2級資格。[7]
- 學了七年的鋼琴，曾在其他成員的面前表演過「Fantasyが始まる」的即興演奏(收錄在2015年發行的『DVD MAGAZINE Vol.72』裡)，並在2019年【モーニング娘。'19コンサートツアー秋 〜KOKORO&KARADA〜】上和佐藤優樹聯彈了「雨の降らない星では愛せないだろう？」。
- 憧憬的前輩為中島早貴及鞘師里保。
- 討厭的動物為"鳥"，因為小時候肩膀曾被鳥給啄傷，從此就非常怕鳥。
- 喜歡的顏色為"白"。
- 喜歡的歌曲是早安少女組的「笑顔の君は太陽さ(你的笑容是太陽)」。
- 擅長模仿日版“多啦A夢”的聲音，有“のなえもん“的稱號。

## 出演

### TV
- オトナヘノベル（2017年2月23日、NHK Eテレ） - 10代ドラマ「カッコつけて 失敗あるある!」 若菜 役。

### RADIO
- モーニング娘。'17 12期日記（2015年1月4日 - 2017年3月26日、FM-FUJI）。
- HELLO! DRIVE! -ハロドラ-（2016年10月3日 - 、Radio NEO） - 禮拜三擔當。
- GIRLS♥GIRLS♥GIRLS =FULL BOOST= 「モーニング娘。'18のモーニングダイアリー」（2017年4月6日 - 、FM-FUJI）

### 舞台劇
- 「TRIANGLE-トライアングル-」（2015年6月18日 - 28日、池袋サンシャイン劇場） - クラルス ／ スワスワのルーン 役。
- 続・11人いる! 東の地平・西の永遠（6月11日・12日、京都劇場、6月16日 - 26日、サンシャイン劇場）－東：チュチュ　西：アマン伯爵　役。
- 演劇女子部「ファラオの墓」（2017年6月2日～6月11日、サンシャイン劇場）－　太陽の神殿編 & 砂漠の月編：ナイルキア　役。
- 演劇女子部「ファラオの墓〜蛇王・スネフェル〜」（2018年6月1日～6月10日、【東京公演】池袋サンシャイン劇場、2018年6月15日～6月17日、【大阪公演】メルパルクホール）－　イザイ　役。

### WEB
- ch223 2016 日本一の卒業旅行!?・英語ナレーション篇（2016年、ピンクスCHANNEL / Tokyo Girls' Update） - 英語ナレーション
- ハロプロ20周年オーディション（2017年12月11日、AbemaTV）- ナレーション

## 所屬團體
- 早安少女組。（2014 - ）
- 早安少女組。20th（2017-2018）。

## 外部連結
- プロフィール （页面存档备份，存于）（日語）
- モーニング娘。'17 12期オフィシャルブログ（页面存档备份，存于）（日語）
- 野中美希Instagram （页面存档备份，存于）